# Heloísa Apolónia
Pour les articles homonymes, voir Apolonia (homonymie).
Heloísa Apolónia, née le 26 juin 1969, est une juriste et personnalité politique portugaise, membre des Verts.
En 1995, elle a été élue au Parlement national portugais sur les listes de la Coalition démocratique unitaire (CDU). Elle fut réélue en 1999, 2002 et 2005.
Elle est également membre de l'assemblée communale de Moita.

## Sources
- (pt) Cet article est partiellement ou en totalité issu de l’article de Wikipédia en portugais intitulé « Heloísa Apolónia » (voir la liste des auteurs).
- Biographie officielle sur le site du Parlement national